# Club Atlético Talleres (Remedios de Escalada)
El Club Atlético Talleres, popularmente conocido Talleres de Remedios de Escalada o simplemente Talleres de Escalada es un club de fútbol argentino, fundado el 1 de junio de 1906. Tiene su sede en la localidad de Remedios de Escalada, siendo la institución deportiva decana del partido de Lanús, perteneciente a la Zona Sur del Gran Buenos Aires. Es una de las instituciones más antiguas de la Argentina y miembro fundador del profesionalismo. Compite en la Primera Nacional, segunda división del fútbol argentino.

## Historia

### Primeros años
En 1902 se inauguró la estación Los Talleres, nombre que adoptó como propio la localidad que fue aumentando cada vez más habitantes.

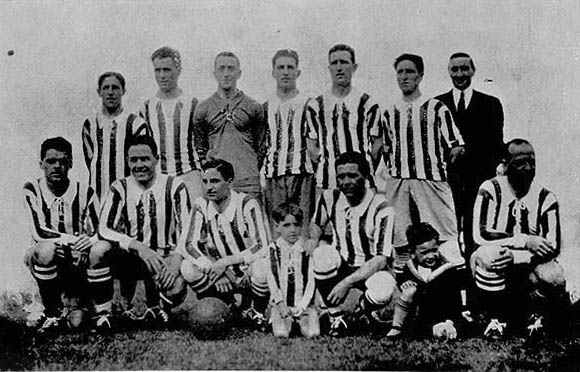
Equipo campeón de segunda división en 1925.

El 17 de mayo de 1906, en la casa de Enrique Félix Tait, se labró el acta de fundación del Talleres United Football Club, luego de la fusión de los equipos barriales General Paz y Los Talleres, aunque el club se dio por fundado el 1.º de junio de 1906. El nombre netamente británico se debió a la gran influencia de habitantes de dicho origen (ingleses, escoceses, irlandeses y galeses) que vivían en la zona y se desempeñaban en el Gran Ferrocarril Sur. Los colores y diseño de la camiseta, blanco y rojo a bastones verticales, fueron tomados del Alumni Athletic Club, que a su vez los había tomado del club inglés Nottingham Forest. Su primera comisión directiva quedó constituida de la siguiente manera, el 1 de junio de 1906: Presidente: Jorge Rezzoagli; Secretario: Agustín Yraizoz; Tesorero: Diego Mac Lennan; Primer Capitán Team: Juan Perinetti; Vice Capitán: Pablo Comelli; Segundo Capitán Team: José Nervi y Vice Capitán: José Rey y una comisión compuesta por 4 miembros que se abocaría a la conformación de un reglamento, a cual estaba integrada por Francisco Rodríguez, Raúl Perinetti, Alberto Allan y Juan Pyke.
En los primeros años de vida tuvo una crisis económica, lo que obligó a la entidad a deambular por pequeñas ligas y tuvo un punto muerto institucional en 1908.

### Etapa en la Asociación Argentina
En 1910, se afilia por primera vez a la Asociación Argentina de Football. Hace su debut en el fútbol argentino en la Segunda División, donde se disputaba un ascenso a Primera División, pero el equipo no logró superar la fase de grupos. En 1911, una reestructuración lo relegó, junto con la Segunda División, a la tercera categoría. En 1912, en medio del primer cisma del fútbol argentino, el club vuelve a cesar sus actividades y se aleja de la Asociación.
En 1915, regresa a la Asociación y a la Segunda División. A finales del año, se designó una nueva comisión directiva que fijó objetivos y consolidó al club; mientras que en lo deportivo, el equipo asciende a División Intermedia, aunque en 1916 desciende nuevamente a Segunda División. En 1917, participa con dos equipos, y uno de ellos logra superar la fase de grupos pero no logra avanzar a las finales.

### Etapa en la Asociación Amateurs
A finales de 1919, en medio de un nuevo cisma en el futbol argentino, el club pasó a denominarse Talleres Football Club y los dos equipos que competían en Segunda División son expulsados. Finalmente, el club se desafilia y se afilia a la Asociación Amateurs de Football.
En 1925 ascendió a Primera División del fútbol amateur y se compraron los terrenos, donde hoy está situado, para la construcción de su campo de deportes. Una ordenanza municipal la Municipalidad de Lomas de Zamora impuso el nombre de la estación ferroviaria Remedios Escalada al sector del Pueblo Los Talleres en 1926, por lo que la institución pasó a llamarse Club Atlético Talleres en los años venideros.

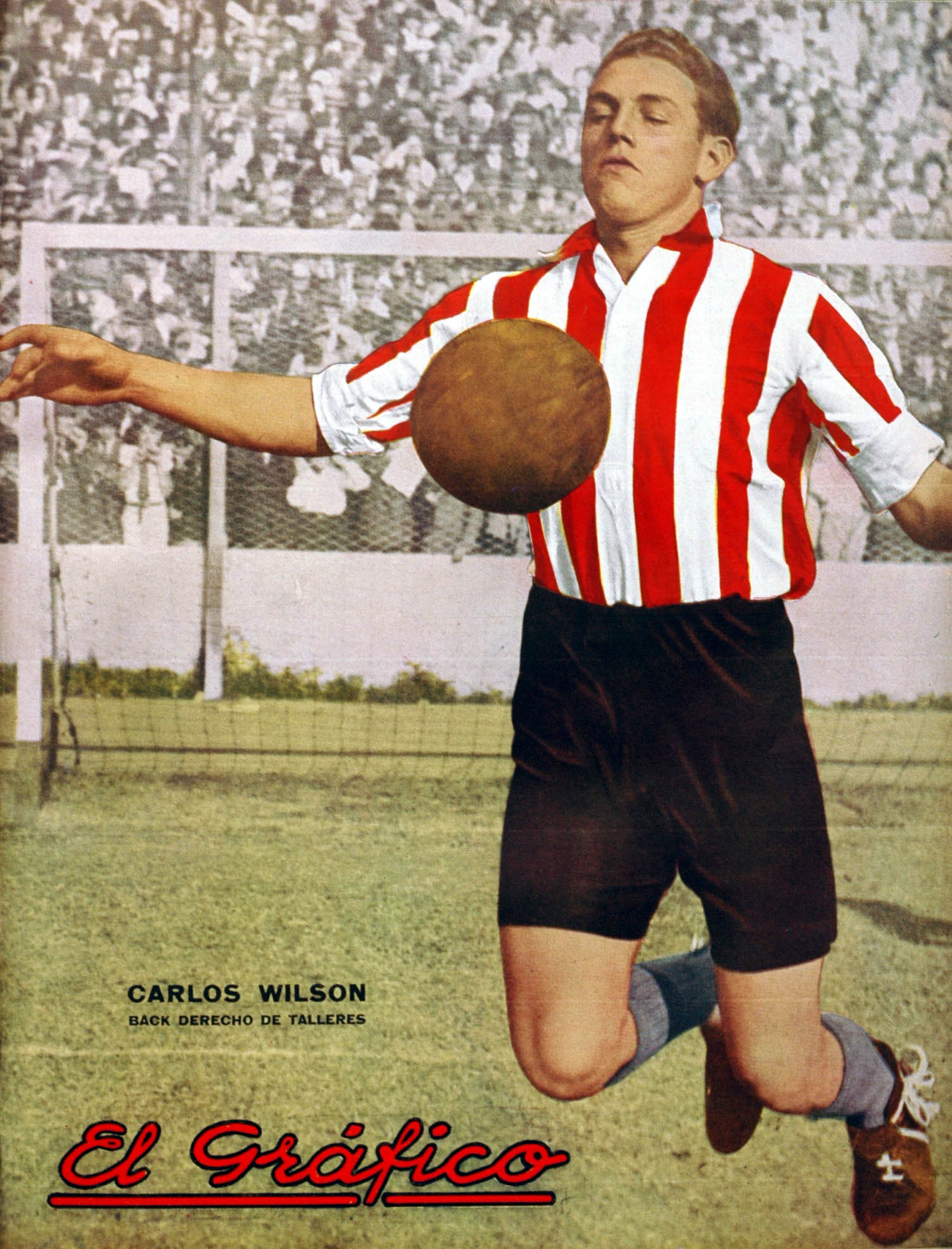
Carlos Wilson, El Gráfico 1935

En 1934 la entidad se fusionó, solo por ese año, con Lanús para hacer frente al campeonato de Primera División y llevó el nombre de "Unión Talleres-Lanús"; esta fusión solo funcionó, con flojos resultados, durante ese año. Luego, con su nombre real, se mantuvo en esa divisional hasta 1938, año en el que descendió.
En 1945 incrementó la masa societaria que trajo aparejado la inauguración de la pileta y el paulatino aumento su actividad social, a los que se le agregaron los famosos bailes de carnaval. También, comenzaron a destacarse otros deportes como el básquet, los deportes acuáticos (el waterpolo y tuvo en sus filas a importantes nadadores de nivel nacional) y el atletismo.

### Campeón récord del fútbol argentino

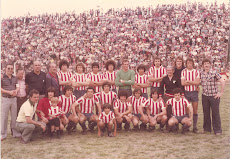
Equipo campeón de 1978 apoyado en gran número por la afición de Escalada.

El 28 de octubre de 1978, Talleres vencía en Remedios de Escalada 5 a 0 a Colegiales, resultado que lo consagraba campeón del Torneo de Primera “C”, cuando restaban 5 fechas para la finalización del certamen.
Sobre 76 puntos posibles, Talleres sumó 68 unidades, aventajó a Deportivo Morón en 8 puntos y a Deportivo Español en 15. Además estableció una marca muy difícil de igualar, al llegar a marcar 118 goles, superior a la cifra que estableciera el campeón de Primera División, Independiente en 1938 con 115 gritos de gol.
El equipo, dirigido por Guillermo Abbas, logró 32 victorias y 4 empates y sufrió solo 2 derrotas (ante Excursionistas y Deportivo Morón). Festejó 118 goles y recibió 30. Obtuvo 68 puntos de los 76 en juego, con un 89,47 por ciento de efectividad, un porcentaje que muestra a la clara el carácter arrollador del conjunto, que a lo largo del torneo propinó goleadas estrepitosas, como el 8 a 3 y 7 a 0 a Defensores de Cambaceres, el 6 a 1 a General Lamadrid en Villa Devoto y el 7 a 2 a Dock Sud.
El equipo jugó 38 encuentros, ganó 32, empató 4, y perdió solo 2. Señaló 118 goles, y su valla fue vencida sólo en 30 oportunidades. En condición de local, triunfó en 18 ocasiones, y solo empató con Central Córdoba de Rosario (es decir que de 38 puntos en disputa, consiguió 37). Señaló 69 goles y le marcaron únicamente en 13 ocasiones. Actuando como visitante, ganó 14 partidos, empató 4, y perdió solo 2 partidos. Convirtió en 49 ocasiones, y recibió 17 goles en contra.
El plantel campeón estaba conformado por Norberto Verea, Santiago Dedé, Julio Balbi, Omar Benítez, Carlos Berlingieri, Ricardo José Bouzo, Enrique Carrizo, Ángel Comisso, Clemente Fernández, Miguel Fernández, Osvaldo Feliú, Eduardo García, Alejandro González, Miguel Gutiérrez, Héctor López, Orlando López, Julio Méndez, Benito Miguel, Miguel Molnar, Raúl Otero, Mario Penas, Antonio Politi, Raúl Ruíz y Jorge Urtasún; el entrenador fue Guillermo Abbas.
Los 118 goles fueron marcados por H. López 28, Molnar 22, García 20,
Berlingieri 16, Gutiérrez 14, Comisso 6, M. Fernández 6, Politi 2, O. López 2, Urtasún 1,
Sánchez (Liniers) en contra 1.
Campaña: 
Como local: ganó 18 y empató 1, con 69 goles a favor y 13 en contra. 
Como visitante: ganó 14, empató 3 y perdió 2, con 49 goles a favor y 17 en contra.

### SigloXXI
En 1999 entró en convocatoria de acreedores, se decretó la quiebra y el club se cerró. Pero unos días después reabrió sus puertas y el equipo volvió a la actividad futbolística. En el 2000 firmó un convenio con Vélez Sarsfield, que finalizó a mediados del 2003. Ese año asumió una nueva comisión de apoyo. A fines del año 2008 se pudo levantar la quiebra, después de 9 años, 1 mes y 27 días gracias a Roberto Besasso, Osvaldo Besasso, Nicolás Scioscia y Javier Zanetti.

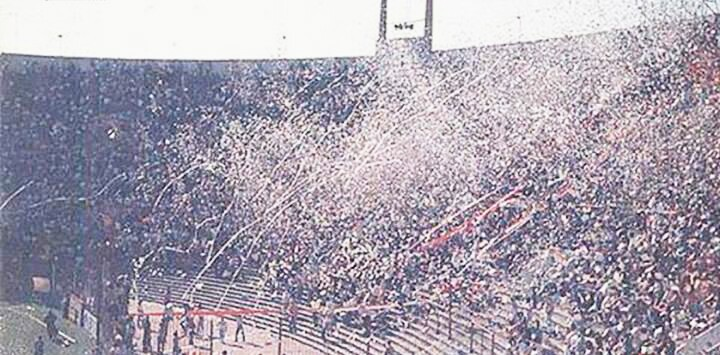
La hinchada de Talleres acompaña en un gran marco al equipo de 1988 en Huracán.

En 2015 se estrenó en Argentina, Uruguay, Alemania, Países Bajos  y Rusia, la película El 5 de Talleres.  Esta película trata sobre un jugador ficcional de Talleres de Remedios de Escalada que se plantea que hacer con su futuro cuando decida ponerle fin a su carrera deportiva profesional.
En 2018 el club crea el Departamento de Marketing, con el objetivo principal de transformar la institución deportiva Talleres, con su tradición y prestigio, en una marca con vigencia y actualidad capaz de posicionar y magnificar a la institución. El Director del Área de Marketing es el Lic. Ramiro Leira. Una inversión muy importante para la categoría del club, que busca revolucionar y volver a las primeras planas, que supo tener en gran parte de la historia del fútbol argentino.

## Clásicos y rivalidades

### Clásico Talleres (RdE) - Lanús
El clásico rival histórico de Talleres es el Club Atlético Lanús. Cuentan con un importante historial en Primera División donde ambos equipos militaron desde el comienzo del profesionalismo, en 1931. 
El primer partido oficial en la historia con el club vecino se jugó hace 110 años, el 11 de abril de 1915, cuando Talleres enfrentó a la cuarta división de Lanús dando comienzo a la enemistad dado que el partido terminó con incidentes por enconos provocados por los dirigentes de Lanús, que apalabraron a Antonio Czar, hijo del jefe de la estación de trenes de Remedios de Escalada para jugar en su club, pero no fue autorizado por su padre debido a que este era hincha de Talleres. 
El primer clásico oficial se disputó hace 99 años, el 18 de abril de 1926 por el campeonato amateur de primera división con triunfo del Granate por 2 a 1 en Remedios de Escalada. Se enfrentaron oficialmente por última vez en el año 1992 en el Nacional B (segunda división), ocasión en la que el Albirrojo venció por un gol a cero.

#### Historial
| Partidos jugados | Ganados por Talleres | Empates | Ganados por Lanús |
| ---------------- | -------------------- | ------- | ----------------- |
| 48               | 9                    | 14      | 25                |

### Clásico Talleres (RdE) - Temperley
Talleres lo dio vuelta y se quedó con el clásico. En el Sur: el equipo de Bidevich lo ganó con más garra que fútbol, Temperley no tuvo reacción. Clima de clásico. Situación de clásico.La Nación, 8 de marzo, 1998.

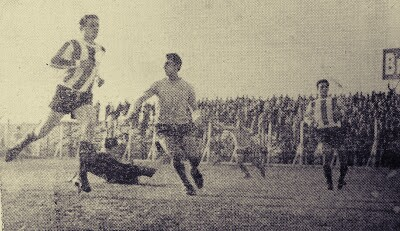
Talleres y Temperley disputan desde hace uno de los clásicos históricos más tradicionales de la Zona Sur. Imagen del Clásico disputado en 1964.

El Clásico Talleres de Escalada - Temperley es un tradicional duelo centenario desde hace 106 años, dado que se remonta a 1919, cuando se enfrentaron en la Asociación Argentina de Football (actual AFA) en otro de los grandes clásicos históricos que se disputan en Zona Sur desde la era amateur. Volviendo a enfrentarse en el profesionalismo  el 16 de septiembre de 1939 en la 23ª fecha de Segunda División con triunfo de Talleres 3 a 2.
Temperley-Talleres (RdE): Se enfrentaron en 98 partidos oficiales. Importante ventaja de Temperley en el extenso historial rebosante de goles y jugadores inolvidables. Un verdadero clásico del Sur. Historia del Club Atlético Temperley, 30 de Mayo de 2021
El origen de la rivalidad fue hace 73 años, el 7 de junio de 1952, el Celeste recibió a Talleres por la 9.ª fecha de la Primera B. Ganaba Temperley con gol de Víctor Hugo Prato. Faltando 8 minutos para el final, el árbitro inglés Ronald Lynch sanciona un penal para Talleres, que su centroforward Bruzzio lo convierte en el empate definitivo. Tras la polémica jugada, se produjeron incidentes entre sus simpatizantes que obligaron a suspender el partido. Talleres ganó los puntos y el Estadio Beranger fue suspendido por tres fechas naciendo de esta manera esta histórica rivalidad.
 Talleres 0-Temperley 0. Gran marco para un clásico que desilusionó en el juego, aunque el local fue mejor. La Policía paró en la estación de Escalada a 200 hinchas de Temperley y se llevó 15 detenidos.Diario Clarín, 4 de noviembre, 2001.

Pasando a ser sus enfrentamientos de alto riesgo para la policía debido a los numerosos incidentes ocurridos entre las parcialidades, cuya cercanía de ambos estadios es de 7,8 kilómetros.

#### Historial
| Partidos jugados | Ganados por Talleres | Empates | Ganados por Temperley |
| ---------------- | -------------------- | ------- | --------------------- |
| 99               | 29                   | 28      | 42                    |

### Clásico Talleres (RdE) - Los Andes
El clásico quedó para Talleres, pudo sumar de a tres después de siete partidos: le ganó como local 1 a 0 a Los Andes.Clarín, 10 de abril, 2008.
Se enfrenta en otro añejo y tradicional clásico barrial de Zona Sur con Los Andes. Disputaron su primer duelo hace 86 años, el 29 de abril de 1939 en Timote y Castro por la quinta fecha del torneo de segunda división con triunfo del rojo de Escalada por 4 a 2. La convivencia barrial de sus aficionados género una muy fuerte enemistad por la cercanía de 4,7 kilómetros entre ambos estadios y el amplio historial de partidos disputados.

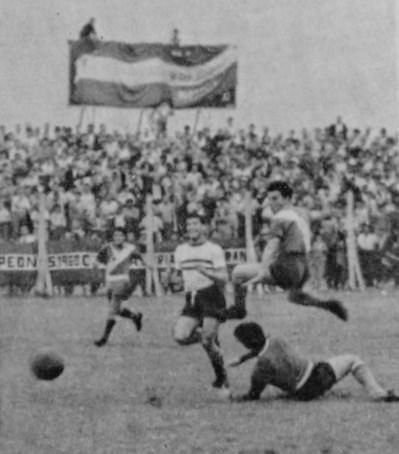
Clásico Talleres-Los Andes en 1960, estadio Pablo Comelli. Escalada y Lomas disputan un añejo clásico barrial de zona sur.

Los Andes recibe a Talleres en un añejo clásico de barrio.Fútbol en Mil Rayitas, 9 de agosto de 2019.
La relación entre ambas parcialidades era pacífica, pero hace 49 años, en 1976 por la octava fecha del campeonato de Primera B el árbitro Eduardo Melidoni recibió una agresión a muy pocos metros del Estadio Eduardo Gallardon, se suspendió el encuentro, el equipo de Escalada reclamo y la AFA le dio por ganado el duelo a Talleres por 1-0 de un cotejo no disputado y suspendió el estadio de Los Andes pasando de la relación cordial al encono.
Así nació la rivalidad entre hinchas y dirigentes precedida de numerosos incidentes entre ambas parcialidades, que se fue acrecentando al transcurrir las décadas. 

Esta tarde, en la cancha de El Porvenir, se jugaba el clásico del sur de la Primera B entre Talleres (RdE) y Los Andes. 

Pero, antes del arranque del partido, los hinchas de Talleres, que se dirigían en micros custodiados por la policía, se bajaron antes del estadio al ver a la hinchada del Milrayitas y se trenzaron en la Avenida Hipólito Irigoyen.

La marea de piedrazos. Habría 50 heridos, uno de ellos de bala de goma en la zona abdominal, detenidos y varios automóviles dañados. Fuentes policiales de la Comisaría 1a. de Lanús señalaron que cinco personas fueron trasladadas al Hospital de esa localidad y que hay un número no determinado de detenidos.

El árbitro, sin ser notificado por estos incidentes comenzó el partido. Luego, el encuentro fue suspendido, pero luego se decidió reanudarlo. Finalmente, el clásico finalizó 4-0, con los tantos de Matías Pérez García, Roberto González (2) y Eduardo Oviedo.
Extracto diario Clarín, 23 de febrero, 2007. 

El pico de mayor violencia del clásico fue el 15 de febrero de 2007 donde ambas parcialidades se enfrentaron en las inmediaciones del estadio de El Porvenir que dejó la secuela de 50 heridos, los medios nacionales reflejaron los hechos y lo denominaron "La batalla de Gerli". No obstante los gravísimos hecho acaecidos, el partido se disputó igual, con el anecdótico resultado de 4 a 0 en favor de Talleres. 

#### Historial
| Partidos jugados | Ganados por Los Andes | Empates | Ganados por Talleres |
| ---------------- | --------------------- | ------- | -------------------- |
| 90               | 35                    | 25      | 30                   |

### Rivalidades
- Banfield[49][50][51][52]
- Quilmes
- El Porvenir[53]

#### Otras rivalidades
También sostiene una fuerte rivalidad con Almirante Brown, Nueva Chicago y Deportivo Morón.

### Amistades
Talleres mantiene una amistad de hace décadas con el Deportivo Español.

## Estadio Pablo Comelli
- Presione aquí para ver la historia del Estadio Pablo Comelli.

En el remozado estadio Pablo Comelli con capacidad para 18.000 personas, se conmemorará la inolvidable gesta con la presencia de muchos integrantes de "La Máquina del Sur".Extracto,Diario Clarín 
El Estadio Pablo Comelli, se encuentra ubicado en la intersección de las calles Cnel. Pedro Timote, Dr. Manuel Castro y Cnel. Leonardo Rosales en la localidad de Remedios de Escalada, partido de Lanús. Las medidas del campo de juego son de 96,8 x 68 m, y el mismo cuenta con un sistema lumínico artificial y riego por aspersión. 
Temporalmente tiene una capacidad de aforo para 18 000 espectadores. Actualmente el estadio se encuentra en remodelación, con la ampliación de la platea oficial, la cual permitirá incrementar notablemente la capacidad del recinto, al lograr albergar una mayor cantidad de espectadores.
La platea oficial lleva el nombre de Javier Zanetti y la tribuna popular lateral se denomina Germán Denis, mientras que las tribunas cabeceras norte y sur llevan los nombres de José Salomón y Ángel Bossio, respectivamente.

## Sede social
La sede social y oficinas de administración se ubican contiguas al estadio de fútbol.

## Complejo polideportivo
La institución cuenta con un polideportivo provisto por una piscina olímpica con sus respectivos vestuarios, parrillas y parque. Dos gimnasios cubiertos, una cancha de básquet con piso de parqué y una cancha cubierta de Baby fútbol. Asimismo, posee una confitería, un salón para actividades y reuniones, y diversos SUM. 
El club posee una pensión para deportistas del interior de la provincia y del país, la cual se encuentra totalmente equipada, consta de dormitorios, sanitarios, salón comedor y desayunador y aparatos de TV y AA. Asimismo, una habitación para uso del cuerpo técnico superior y una sala de videos para el plantel profesional de fútbol.
También cuenta con una pista de atletismo y cinco canchas de tenis, entre ellas una de cemento, con entrada independiente. 
Cuenta asimismo con una cancha auxiliar de fútbol de césped sintético con normas homologadas por FIFA  y con su correspondiente iluminación artificial. El círculo de socios vitalicios y su respectivo salón de reuniones y eventos y demás instalaciones cuentan con más de 50 años en la institución.

### Predio Los Talleres
El club posee un predio ubicado en la calle Barragán 4400, próximo a la Estación Ferroviaria de Remedios de Escalada (a escasas cuadras de la sede social y el estadio de fútbol de éste), el cual cuenta con un parque de importante arboleda, sector de parrillas y confitería. Este complejo también está provisto de una pista aeróbica, vestuarios, cuatro canchas de fútbol 5 de césped sintético, tres canchas de tenis de polvo de ladrillo y una cancha de hockey con campo de juego sintético. Dicho predio cuenta con un sistema lumínico artificial para su uso nocturno en su totalidad.

## Datos del club
Total de temporadas en AFA: 113
- Temporadas en Primera División: 13 (1926 - 1938)
  - Ubicación en la tabla histórica de la Primera División: 49.°
- Temporadas en Segunda División: 58
  - División Intermedia: 10 (1916 - 1925)
  - Primera B: 39 (1939 - 1960, 1964 - 1967, 1971 - 1977, 1979 - 1982, 1984 - 1985)
  - Primera Nacional: 9 (1988-89 - 1994-95, 2024-2025)
  - Ubicación en la tabla histórica de Primera B Nacional: 58.°
- Temporadas en Tercera División: 33
  - Segunda División: 1 (1915)
  - Primera C:  9 (1961 - 1963, 1968 - 1970, 1978, 1983, 1986)
  - Primera B Metropolitana: 23 (1987/88, 1995/96 - 2008/09, 2016 - 2023)
  - Ubicación en la tabla histórica de la Primera B: 14.°
- Temporadas en Cuarta División: 9
  - Primera C: 9 (1986/87, 2009/10 - 2015)
  - Ubicación en la tabla histórica de la Primera C: 31.°

- Goleador: Antonio Casarico con 88 goles (1938-1946).
- El que más jugó: Raúl Alejandro Pérez con 303 partidos disputados (1999-2006/2008-2011).
- Mejor posición 1ª: 10° (1935).
- Peor posición 1ª: 18° (1938).
- Mejor posición en el ascenso: campeón (1970,1978 y 1987/88).
- Peor posición en el ascenso: 21° (1960, 1967, 1977 y 1982).

## Uniforme
Los colores característicos de Talleres (el rojo y el blanco) han estado presentes desde la fundación del club tanto en el escudo de la institución como en su indumentaria deportiva. Fueron tomados del Alumni Athletic Club, por sus fundadores.
- Uniforme titular: camiseta blanca y roja a bastones verticales, pantalón blanco con vivos rojos y medias blancas con vivos rojos.
- Uniforme suplente: camiseta negra con vivos rojos y blancos, pantalón negro con vivos rojos y blancos y medias negras con vivos rojos y blancos.
- Uniforme alternativo: camiseta blanca con vivos rojos, pantalón blanco con vivos rojos y medias blancas con vivos rojos.

| Titular | Alternativo |  |

### Indumentaria y patrocinador
| Período         | Proveedor | Logo |
| --------------- | --------- | ---- |
| 1980-1982       | Texport   |      |
| 1983-1990       | Nanque    |      |
| 1990-1991       | Uhlsport  |      |
| 1991-1992       | Taiyo     |      |
| 1992            | Reusch    |      |
| 1992-1994       | ED        | -    |
| 1994-1995       | Taiyo     |      |
| 1995-1996       | Reusch    |      |
| 1996-1997       | Vars      | -    |
| 1997            | ABA Sport |      |
| 1997-2021       | Dana      |      |
| 2021 - Presente | Mut       | -    |

| Período       | Patrocinador/es |
| ------------- | --- |
| 1981          | Oranías Brastemp |
| 1982          | Casa Oranías |
| 1983          | Caja de Crédito Escalada |
| 1984          | Inmobiliaria Cabrera |
| 1985-1987     | Nanque |
| 1987-1988     | Fuyí |
| 1988-1989     | Metropol Seguros |
| 1989-1990     | Tubby / Alfajor Bagley Negro-Blanco |
| 1990-1991     | Lipo |
| 1991-1992     | Taiyo |
| 1992-1993     | Femeba Salud |
| 1993-1994     | Autoservicio El Ciclón / Visión 2000 |
| 1994-1995     | Quindimil Intendente 1995-1999 |
| 1995-1996     | Futura AFJP |
| 1996          | 9 de Oro / Campanita / Morixe |
| 1997          | Tecate |
| 1997-1998     | Mediterráneo Automotores |
| 1998-1999     | Mousmi / Mediterráneo Automotores |
| 1999-2000     | El Sentimiento No Quiebra |
| 2000-2002     | Impresores S.A. |
| 2002-2004     | Lipo |
| 2004-2005     | HCB |
| 2005-2007     | Mangels |
| 2007-2008     | La Nueva Seguros |
| 2008-2009     | Fundación Pupi |
| 2009          | Fundación Pupi / Airca |
| 2010          | Sinteplast / Airca |
| 2011          | Sinteplast / Barón Constructora / Airca |
| 2011-2013     | Barón Constructora / Airca / Bingo Lanús |
| 2013-2014     | Barón Constructora / Fundación Pupi / Bingo Lanús / CartaSur |
| 2015-2019     | Viviendas Tecnohouse / Bingo Lanús / Multiled / Provincia Seguros / Muebles Libertad / Secco / Sávory / Rapicuotas / Anildinie CFAD Química                                                                                                 |
| 2019-2021     | Viviendas Tecnohouse / Muebles Libertad / Sávory / Secco / Anildinie CFAD Química / GL Materiales eléctricos / Rapicuotas / JDT |
| 2021          | Viviendas Tecnohouse / Rapicuotas / Anildinie CFAD Química / GL Materiales eléctricos / JDT / Sávory / Southcross Logistics |
| 2022          | Viviendas Tecnohouse / Rapicuotas / Anildinie CFAD Química / GL Materiales eléctricos / JDT / Southcross Logistics / Bioimágenes / Doméstico / Refrivan / Jalux / Mejoresviajes                                                             |
| 2023-Presente | Viviendas Tecnohouse / Líderes / Anildinie CFAD Química / GL Materiales eléctricos / Kanji / Southcross Logistics / Bioimágenes / Doméstico / Refrivan / Jalux / Mejoresviajes / South Colors / Fleet Group / Orthodent / Codere / Vorterix |

## Palmarés
| Torneos Nacionales        | Torneos Nacionales | Torneos Nacionales |
| Competición               | Títulos            | Subcampeonatos     |
| Segunda División          | Segunda División   | Segunda División   |
| ------------------------- | ------------------ | ------------------ |
| División Intermedia (1/2) | 1925               | 1923, 1924         |
| Tercera División          |                    |                    |
| Primera C (2/0)           | 1970, 1978         |                    |
| Primera B (2/0)           | 1987-88, 2023      |                    |
| Cuarta División           |                    |                    |
| Primera C (0/1)           |                    | 2015               |

### Otros logros
- Ascenso a Primera B por Torneo Reducido (3): 1983, 1986/87 y 2015.
- Ascenso a Primera B por reestructuración (1): 1963.
- Ascenso a Primera División Amateur Argentina (1): 1925.

### Torneos nacionales amistosos
- 1° puesto en la Zona "B" de la Copa Competencia: 1926.
- Copa Cincuentenario de Talleres (RE): 1956.
- Copa Ciudad de Lanús: 1992.
- Copa Amistad: 1994.

## Goleadas

### A favor
En Primera División Amateur:
- 5-1 a El Porvenir en 1928.
- 5-1 a San Isidro en 1930.

En Primera División:
- 4-0 a San Lorenzo en 1931.
- 4-0 a Atlanta en 1933.
- 5-1 a Tigre en 1935.
- 5-1 a Argentinos Juniors en 1936.
- 5-1 a Gimnasia (La Plata) en 1936.
- 5-1 a Atlanta en 1938.
- 7-3 a Argentinos Juniors en 1942.
- 5-1 a Argentinos Juniors en 1944.
- 6-2 a Argentinos Juniors en 1946.

En Segunda División
- 7-2 a Estudiantes de Bs. As. en 1940.

En  Nacional B:
- 5-1 a Central Córdoba de Sgo. del Estero en 1988.
- 4-0 a Almirante Brown en 1988.
- 4-0 a Quilmes en 1988.
- 5-0 a Racing (Córdoba) en 1991.

 En Primera B:
- 8-1 a Defensores de Belgrano en 1941.
- 8-3 a Sportivo Alsina en 1942.
- 7-1 a El Porvenir en 1944.
- 7-0 a Colegiales en 1944.
- 8-2 a Colegiales en 1956.
- 7-1 a Arsenal de Llavallol en 1967.
- 4-0 a Deportivo Armenio en 1984.
- 4-0 a Sportivo Italiano en 1984.
- 7-2 a Sportivo Dock Sud en 1995.
- 4-0 a Los Andes en 2007.

 En Primera C:
- 6-1 a Liniers en 1961.
- 7-0 a Barracas Central en 1969.
- 6-0 a Comunicaciones en 1969.
- 6-0 a Liniers en 1970.
- 7-0 a Defensores de Cambaceres en 1978.
- 8-3 a Defensores de Cambaceres en 1978.
- 7-2 a Sportivo Dock Sud en 1978.
- 7-2 a Luján en 1978.
- 5-1 a Fénix en 2010.
- 7-0 a Juventud Unida en 2015.

### En contra
En Primera División Amateur: 
- 1-5 vs Quilmes en 1926, Racing Club en 1927.

En Primera División: 
- 0-8 vs Independiente en 1937.

En Nacional B: 
- 0-5 vs Belgrano (Córdoba) en 1989.
- 0-6 vs Belgrano (Córdoba) en 1991.
- 0-5 vs Quilmes en 1994.

En Primera B
- 0-7 vs Banfield en 1939.
- 1-7 vs Vélez Sársfield en 1941.
- 1-8 vs Colón en 1952.
- 1-8 vs Unión (Santa Fe) en 1953.
- 0-6 vs Lanús en 1974.
- 0-4 vs Rosario Central en 1985.
- 0-6 vs All Boys en 2002.
- 0-5 vs Deportivo Morón en 2003.
- 0-5 vs Acassuso en 2016.
- 0-4 vs Deportivo Morón en 2016.
- 0-4 vs Comunicaciones en 2022.

En Primera C
- 1-5 vs Defensores de Belgrano en 1962.
- 0-5 vs Sacachispas en 2010.

### El partido con más goles
- En Primera B: 6-7 vs Argentino de Quilmes en 1941.

## Jugadores

### Plantel 2025
- Actualizado el 3 de agosto de 2025

- Los equipos argentinos están limitados a tener un cupo máximo de seis jugadores extranjeros, aunque solo cinco podrán firmar la planilla del partido

#### Altas
| Invierno              |                |                         |          |
| Nicolás Malvacio      | Defensa        | Atlético Tembetary      | Libre    |
| Abel Masuero          | Defensa        | Estudiantes de San Luis | Libre    |
| Leonel Barrios        | Delantero      | Racing de Córdoba       | Libre    |
| Matías Flores         | Delantero      | Berazategui             | Préstamo |
| Verano                |                |                         |          |
| Mariano Del Col       | Defensa        | Estudiantes de Caseros  | Libre    |
| Rodrigo Díaz          | Defensa        | Agente libre            | Libre    |
| Federico López        | Defensa        | Deportivo Armenio       | Libre    |
| Maximiliano Rodríguez | Defensa        | Deportivo Riestra       | Libre    |
| Enzo Tamborelli       | Defensa        | Chaco For Ever          | Libre    |
| Nelson Acevedo        | Centrocampista | Tacuary                 | Libre    |
| Gabriel Altamirano    | Centrocampista | Nueva Chicago           | Libre    |
| Sergio Modón          | Centrocampista | Dock Sud                | Préstamo |
| Gabriel Rocha         | Centrocampista | Argentinos Juniors      | Préstamo |
| Luciano Zannier       | Centrocampista | Instituto de Córdoba    | Préstamo |
| Martín Batallini      | Delantero      | San Miguel              | Libre    |
| Ricardo Dichiara      | Delantero      | Atlético Rafaela        | Libre    |
| Matías Domínguez      | Delantero      | Deportivo Achuapa       | Libre    |
| Brian Fernández       | Delantero      | Agente libre            | Libre    |
| Mateo Muñoz           | Delantero      | Estrella del Sur        | Libre    |
| Leonel Niklinski      | Delantero      | San Martín de Burzaco   | Libre    |
| Franco Vedoya         | Delantero      | J.J. Urquiza            | Préstamo |
| Camilo Viganoni       | Delantero      | Tigre                   | Préstamo |

#### Bajas
| Invierno               |                |                               |                       |
| Enzo Tamborelli        | Defensa        | Argentino de Merlo            | Rescisión de contrato |
| Sergio Modón           | Centrocampista | San Martín de Burzaco         | Rescisión de contrato |
| Ricardo Dichiara       | Delantero      | Cipolletti                    | Rescisión de contrato |
| Matías Domínguez       | Delantero      | Sarmiento de La Banda         | Rescisión de contrato |
| Diego Nakache          | Delantero      | Deportivo Armenio             | Rescisión de contrato |
| Verano                 |                |                               |                       |
| Ariel Barreiro         | Defensa        | Real Pilar                    | Rescisión de contrato |
| Nicolás Malvacio       | Defensa        | Atlético Tembetary            | Fin de contrato       |
| Nicolás Monserrat      | Defensa        | Güemes de Santiago del Estero | Fin de contrato       |
| Juan Ignacio Rodríguez | Defensa        | Agente libre                  | Fin de contrato       |
| Tomás Asprea           | Centrocampista | Comunicaciones                | Fin del préstamo      |
| Sebastián Benega       | Centrocampista | Banfield                      | Fin del préstamo      |
| Alejandro Benítez      | Centrocampista | Ituzaingó                     | Fin del préstamo      |
| Agustín Campana        | Centrocampista | Midland                       | Fin de contrato       |
| Fernando Duré          | Centrocampista | Ituzaingó                     | Fin del préstamo      |
| Fernando Enrique       | Centrocampista | Brown de Adrogué              | Fin de contrato       |
| Saúl Nelle             | Centrocampista | Estudiantes de Río Cuarto     | Rescisión de contrato |
| Ciro Campuzano         | Delantero      | Sacachispas                   | Rescisión de contrato |
| Matías Donato          | Delantero      | Mitre de Posadas              | Rescisión de contrato |
| Nicolás Molina         | Delantero      | Vinotinto FC                  | Rescisión de contrato |
| Germán Rivero          | Delantero      | Deportivo Madryn              | Rescisión de contrato |
| Dylan Vergara          | Delantero      | Real Pilar                    | Rescisión de contrato |

#### Cesiones
| Jugador          | Posición       | Destino           | Fin del préstamo |
| ---------------- | -------------- | ----------------- | ---------------- |
| Damián Gómez     | Defensa        | Lugano            | 31-12-2025       |
| Joaquín Morrone  | Defensa        | Victoriano Arenas | 31-12-2025       |
| Alan Salmantón   | Defensa        | Victoriano Arenas | 31-12-2025       |
| Federico Ulayar  | Defensa        | Victoriano Arenas | 31-12-2025       |
| Bruno Ponce      | Centrocampista | Victoriano Arenas | 31-12-2025       |
| Franco Zicarelli | Centrocampista | Colegiales        | 31-12-2025       |
| Rodrigo Cao      | Delantero      | Deportivo Merlo   | 31-12-2025       |

### Futbolistas destacados
- Marcos Aguirre
- Reynaldo Aimonetti
- Cristian Aldirico
- Oscar Altamirano
- Sandro Andreani
- Francisco Angeletti
- Nicolás Ayr
- Maximiliano Badell
- Héctor Baillié
- Pablo Bangardino
- Adrián Barbona
- Juan Batalla
- Julio Bavastro
- Iván Becker
- Néstor Benedetich
- Juan Carlos Biagioli
- Osvaldo Biaín
- Horacio Bidevich
- Rodrigo Bilbao
- José Blanchart
- Martín Blanco
- Sebastián Blázquez
- Sergio Bonnassiolle
- Gastón Bootz
- Iván Borodiak
- Ángel Bossio
- Facundo Britos
- Sergio Bufarini
- Ezequiel Cacace
- Mariano Campodonico
- Carlos Cardozo
- Gastón Casas
- Ezequiel Cérica
- Daniel Cigogna
- Damián Cirillo
- Martín Civit
- Leandro Collavini
- Pedro Confesor
- Gastón Corado
- Adrián Czornomaz
- Norberto D'Angelo
- Juan Ricardo De Angelis
- Juan De la Fuente
- Carlos De Luca
- Pablo De Nicola
- Rodolfo Della Picca
- German Denis
- Adrián Dezotti
- Martín Di Diego
- Osvaldo Diez
- Hugo Donato
- Santiago Dos Reis
- Eduardo Dos Santos
- Santiago Echeverría
- Raúl Espíndola
- Fernando Fayart
- Sebastián Ferreira
- Lucas Ferreiro
- Manuel Ferreiro
- Carlos Ferrer
- Nahuel Fioretto
- Juan Fischer
- Enrique Flamini
- Carlos Fortunato
- Jorge Franzoni
- Néstor Frediani
- Federico Freire
- Miguel Fretes
- Brian Fuentes
- Miguel Gallardo
- Rubén Galletti
- Juan Gambandé
- Jorge Gáspari
- Leonel Gigli
- Agustín Gil Clarotti
- Carlos Godoy
- Sebastián Elías Gómez
- Alejandro Granero
- Emanuel Ibañez
- Leonardo Iglesias
- Martín Iglesias
- Manuel Iturri
- Juan Jaime
- Marcelo Janín
- Alfredo Jáuregui
- Eduardo Lagunas
- Hugo Lamanna
- Sergio Lara
- Claudio Larramendi
- Maximiliano Laso
- Juan Laszlo
- Luciano Leccese
- Darío Ledesma
- Leandro Leguizamón
- Miguel Lemme
- José Lo Gatto
- Alejandro Lugones
- Mariano Lutzky
- Rodrigo Malbernat
- Cristian Manfredi
- Gabriel Marrone
- Mauro Marrone
- Pablo Martínez Mosquera
- Oscar Más
- Sergio Merlini
- Juan Miritello
- Jaime Molfeso
- Miguel Molnar
- Luis Monge
- Oscar Montiel
- Cristián Morales
- Juan Carlos Murúa
- Iván Nadal
- Héctor Juan Nervi
- Claudio Nigretti
- Aldo Noblea
- Ezequiel Noblea
- Alejandro Noriega
- Gustavo Nuñez
- Walter Ortíz
- Federico Ortiz López
- Ariel Otermín
- Sergio Pantano
- Juan Pablo Passaglia
- Gustavo Pastor
- Jose Percudani
- Feliciano Perducca
- Matías Pérez García
- Juan Perinetti
- Natalio Perinetti
- Adalberto Perroud
- Nicolás Pizarro
- Máximo Pizzarulli
- Roberto Pompei
- Víctor Pozzo
- Sebastián Prieto
- Mauricio Prol
- Ángel Prudencio
- Gustavo Quinteros
- Tomás Quiroga
- Fernando Redondo
- Jorge Reina
- Rubén Rojas
- Martín Rolón
- Patricio Romero
- Francisco Rúa
- Ignacio Ruano
- Cristian Saboredo
- Pedro Sallaberry
- José Salomón
- Rodrigo Salomón
- Jorge Salvañá
- Héctor Santillán
- Sergio Saturno
- Leandro Scornaienchi
- Fernando Screpis
- Gabriel Seijas
- Sergio Sena
- Maximiliano Serrano
- Pascasio Sola
- Pablo Solchaga
- Jonathan Soria
- Ivar Stafuza
- Rodrigo Stalteri
- Marcelo Stocco
- Jorge Stranges
- Gastón Tosi
- Juan Manuel Trejo
- Aníbal Troncoso
- José Luis Valdez
- Gastón Vales
- Daniel Vega
- Norberto Verea
- Jorge Villagarcía
- Oscar Villamayor
- Sergio Viturro
- Gonzalo Vivanco
- Carlos Wilson
- Damián Yáñez
- Diego Yáñez
- José Yudica
- Claudio Zacarías
- Fernando Zagharian
- Javier Zanetti
- Sergio Zanetti
- Juan Carlos Zerillo

### Extranjeros destacados
- Jorge Alcalde
- Hugo Alves
- José Andrade
- Pablo Aurrecochea
- Enrique Báez
- Américo Bondanza
- Roberto Brum
- José Camargo Mouras
- Júlio César da Silva Gurjol
- Marcelo da Silva Lima
- Marcelo Di Lauro Avalo
- Marcos Encina
- Enrique Fernández Viola
- Juan Ferrou
- Manuel Fleitas Solich
- Derlis Giménez
- Carlos Goyén
- J. Harvey[57]
- Hugo Lacava Schell
- José Lamas
- Ángel Mareco
- Ismael Martínez
- Sebastian Mora
- Eugenio Morel
- Alejandro Orfila Colmenares
- Anselmo Pintado
- Gabriel  Rocha
- Daniel Sierra Pinto
- Gabriel Silvera
- Ricardo Zárate Aguirre
- Luis Zubizarreta

## Entrenadores destacados
- José Guillermo Abbas
- Ramón Adorno
- Cristian Aldirico
- Ángel Bargas
- Horacio Bidevich
- Rodrigo Bilbao
- Francisco Calabrese
- Oscar Calics
- Mariano Campodónico
- Adrian Czornomaz
- Rodolfo Della Picca
- Antonio D'Accorso
- Héctor D'Angelo
- Norberto D'Angelo
- Matías De Cicco
- Federico Edwards
- Manuel Fleitas Solich
- Rubén Flotta
- Jorge Franzoni
- Claudio "Turco" García
- Jorge Ginarte
- Mario Gomez
- Hugo Gottardi
- Miguel Ignomiriello
- Eduardo Janín
- Fabián Lisa
- Ángel Mamberto
- Cristian Manfredi
- Hernán Meske
- Juan Carlos Murúa
- Claudio Nigretti
- Gustavo Noto
- Julio Olarticoechea
- Alberto Pascutti
- José "Perico" Pérez
- Norberto Raffo
- Ricardo Rodríguez
- Carlos Roldán
- Martín Rolón
- Osvaldo Ruggero
- Hugo Smaldone
- Ricardo Trigilli
- Antonio Villamor
- Jorge Vivaldo
- José Yudica
- Claudio Zacarías

## Movilidad interdivisional
Era amateur:
- Ascenso a Intermedia: 1915
- Ascenso a Primera División: Campeón invicto en 1926[58]

Era profesional:
- Descenso a Segunda División: 1938
- Descenso a Primera "C": 1960
- Ascenso a Primera "B": reestructuración 1964
- Descenso a Primera "C": 1967
- Ascenso a Primera "B": campeón 1970
- Descenso a Primera "C": 1977
- Ascenso a Primera "B": campeón 1978
- Descenso a Primera "C": 1982
- Ascenso a Primera "B": ganador del octogonal 1983
- Descenso a Primera "C": 1985
- Ascenso a Primera "B": ganador del octogonal 1986/1987
- Ascenso a Nacional "B": campeón 1987/1988
- Descenso a Primera "B": 1995
- Descenso a Primera "C": 2009
- Ascenso a Primera "B": ganador del reducido 2015
- Ascenso a Primera Nacional: campeón 2023

## Otras disciplinas
- Atletismo
- Básquet femenino
- Básquet masculino
- Básquet masculino -escuelita-
- Boxeo
- Fútbol amateur
- Fútbol femenino
- Futsal femenino[59]
- Gimnasia artística
- Gimnasia femenina
- Gimnasia masculina
- Gimnasia tercera edad
- Balonmano femenino
- Balonmano masculino
- Hockey
- Movimiento artístico y acrobacia
- Patinaje artístico
- Patinaje artístico sobre ruedas
- Taekwondo
- Tenis
- Vóley
- Yoga